# جفری موناکانا
جفری موناکانا (انگلیسی: Jeffrey Monakana؛ زادهٔ ۵ نوامبر ۱۹۹۳) بازیکن فوتبال اهل بریتانیا است.
از باشگاه‌هایی که در آن بازی کرده‌است می‌توان به باشگاه فوتبال آرسنال، باشگاه فوتبال کولچستر یونایتد، باشگاه فوتبال پرستون نورث اند، باشگاه فوتبال برایتون اند هوو آلبیون، باشگاه فوتبال کراولی تاون، باشگاه فوتبال آبردین، باشگاه فوتبال منزفیلد تاون، باشگاه فوتبال کارلایل یونایتد، و باشگاه فوتبال بریستول راورز اشاره کرد.